# スズキ・T
T（ティー）は、スズキが製造販売していたオートバイのシリーズ車種。

## モデル一覧

### 125cc

#### T125
T125は1967年に発売された。

### 200cc

#### T200
T200は1967年に発売された。

### 250cc

#### T20
T20は1965年に発売された。

#### T21
T21は1966年に発売された。モデルチェンジをしたT21は輸出仕様だったT20をベースに国内仕様に変更した。

#### T250
T250は1967年に発売された。T21の性能はそのままに名称のみ変更された。

#### T250-Ⅱ
T250-Ⅱは1969年に発売された。T250の性能はそのままにデザインの変更をしたモデル。

#### T250-Ⅲ
T250-Ⅲは1970年に発売された。

### 305cc

#### T305
国外専用モデル。

### 350cc

#### T350
T350は1969年5月に発売された。T250がベースでボアアップをされたモデル。T250とT500の中間を埋める為に輸出専用モデルであったT350を国内販売した。

#### T350-Ⅱ
T350-Ⅱは1970年に発売された。モデルチェンジ。

### 500cc

#### T500
T500は1968年に発売された。

#### T500-Ⅱ
T500は1968年に発売された。

#### T500-Ⅲ
T500-Ⅲは1970年に発売された。T500-Ⅱのマイナーチェンジ。

## Tシリーズの関連車種

### TC200
TC200は1967年に発売された。T200のスクランブラーモデル。

### TC250
TC250は1967年に発売された。T250のスクランブラーモデル。